# Гото-Нада
Гото-Нада (яп. 五島灘 гото:-нада) — плёс, море или район Восточно-Китайского моря, расположенный в Японии (префектура Нагасаки), между островами Гото и полуостровом Нисисоноги на Кюсю.
Расположен на материковом шельфе, глубины составляют приблизительно 50-200 метров.
На восточном побережье плёса действовало множество угольных шахт.